# Yangjaecheon
Yangjaecheon (Tiếng Hàn: 양재천, Hanja: 良才川) là nhánh thứ hai của sông Hán và bắt nguồn từ núi Gwanaksan (冠岳山) ở Gwacheon-si, Gyeonggi-do. Nó nhập vào suối Yeouicheon ở núi Cheonggyesan và núi Guryongsan tại cầu Yeongdong 1 và chảy theo hướng đông bắc qua Seocho-gu và Gangnam-gu ở Seoul để tạo thành suối Tancheon, là con suối hợp lưu vào con sông. Cấp nước của Yangjaecheon là cấp 3.

## Khu vực đi qua
Dòng suối chảy từ tỉnh Gyeonggi-do vào Seoul qua các khu vữựcc khác nhau. Nó có tổng chiều dài 15,6 km.

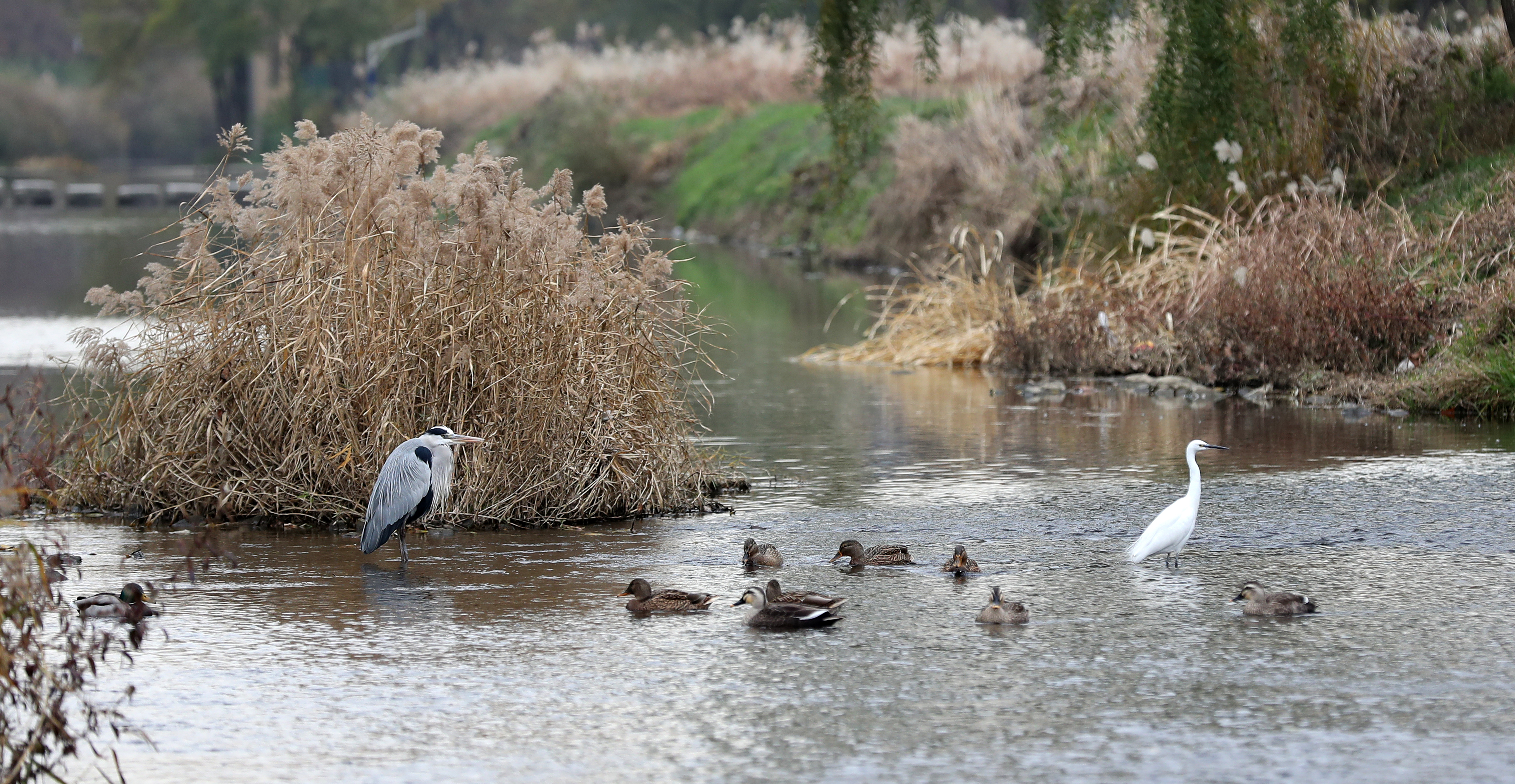
Vịt và các loài chim khác

- Gwacheon-si; 8.4 km
- Seoul
- Seocho-gu ; 3.7 km
  - Yangjae-dong
- Gangnam-gu ; 3.5 km
  - Dogok-dong
  - Daechi 3-dong
  - Irwon 2-dong
- Songpa-gu
  - Jamsil-dong
- Tancheon

## Hệ sinh thái
Có 174 loài thực vật, 42 loài chim, 20 loài cá, 6 loài động vật có vú và 6 loài lưỡng cư và bò sát ở Yangjaecheon. Công viên sinh thái Yangjaecheon với mục tiêu khôi phục hệ sinh thái đã khôi phục lại trạng thái tự nhiên của dòng sông bằng cách khôi phục độ dốc ven sông để tạo không gian nghỉ ngơi, dạo bộ. Kè bê tông đã được thay thế và xây dựng lại bằng cách sử dụng cự thạch, cây cối, cỏ và vật liệu tự nhiên. Kè bảo vệ thực vật đóng vai trò là biện pháp bảo vệ chống lũ lụt và kiểm soát nhiệt độ nước bằng cách tạo bóng mát. Yangjaecheon cũng cung cấp môi trường sống cho cá và tảo để giúp duy trì chuỗi thức ăn của hệ sinh thái thủy sinh. Nó cũng kết tủa và hấp thụ nước và các chất ô nhiễm, làm giảm hiện tượng phú dưỡng.

## Sự phát triển của Yangjaecheon
Yangjaecheon có một câu chuyện liên quan đến ngọn núi Guryongsan. Guryongsan có chín thung lũng, chín đỉnh và chín giếng. Cái tên Guryong xuất phát từ 'chín con rồng'. Đỉnh cao nhất của Guryongsan có tên là Guksoobong, có nghĩa là "đỉnh núi bảo vệ đất nước". Theo câu chuyện kể, ngọn núi ban đầu có mười thung lũng, mỗi con rồng ở một thung lũng. Họ phải bay lên trời, nhưng một người đến muộn và bị một người nhìn thấy nên không thể bay lên được. Theo những quy tắc ứng xử tốt, anh phải trở thành dòng suối cho mọi người uống rượu và làm ruộng. Con suối khiến con người trở nên giàu có và hạnh phúc hơn, đó là lý do sau này con suối này được đặt tên là Yangjaecheon. Yangjae là một từ viết bằng chữ Hán, được dịch là 'nhóm người tài năng'.
Yangjaecheon ban đầu là phụ lưu đầu tiên của sông Hán. Tuy nhiên, đây là một con suối được tạo ra nhân tạo nên nó bắt đầu chảy vào lưu vực suối Tancheon. Vào những năm 1970, dự án dồn điền đổi thửa ở khu vực Gaepo-dong đã khiến Yangjaecheon bị ô nhiễm nặng nề. Sau đó, tình trạng ô nhiễm trở nên tồi tệ hơn nhiều do dân số tăng nhanh. Để cải thiện môi trường sinh thái của Yangjaecheon, hệ thống sông tự nhiên lần đầu tiên được sử dụng ở sông đô thị. Từ năm 1995 đến năm 2000, các tổ chức đã khôi phục chất lượng nước lên hơn cấp 2 bằng cách dỡ bỏ bê tông ở cả hai bờ biển và xây dựng bờ biển có thảm thực vật, cơ sở lọc nước, đường dành cho xe đạp và trung tâm trải nghiệm sinh thái. Nhờ những nỗ lực này, Yangjaecheon đã được Bộ Môi trường chọn vào năm 2005 là dòng sông phục hồi sinh thái xuất sắc.

## Vị trí địa lý của Yangjaecheon
Yangjaecheon bắt đầu từ núi Gwanaksan ở Gwacheon. Nó chảy qua đường Gwacheon và nhập vào Maggyecheon, và ở Seocho, nó nhập vào Yeouicheon. Makgyecheon và Yeouicheon là những dòng suối nhỏ bắt đầu từ Cheonggyesan. Cuối cùng, nó chảy qua Gangnam-gu và chảy vào Tancheon. Tổng chiều dài của Yangjaecheon là 15,6 km. Gwacheon quản lý 8,4 km, Seocho-gu quản lý 3,7 km và Gangnam-gu quản lý 3,5 km. Chiều rộng của Yangjaecheon thay đổi từ 6–13 m.

## Cơ sở vật chất

### Cầu
- Cầu Gwanak; 관악교
- Cầu Gwanmun; 관문교
- Cầu Byeoryang; 별양교
- Cầu Burim 1; 부림1교
- Cầu Burim 2; 부림2교
- Cầu Gwacheon; 과천교
- Cầu Yangjaecheon; 양재천교
- Cầu Juam; 주암교
- Cầu Umyeon; 우면교
- Cầu Yeongdong 1; 영동1교
- Cầu Yeongdong 2; 영동2교
- Cầu Yeongdong 3; 영동3교
- Cầu Yeongdong 4; 영동4교
- Cầu Yeongdong 5; 영동5교
- Cầu Yeongdong 6; 영동6교
- Cầu Daechi; 대치교

### Vùng đất ngập nước
- Cánh đồng trồng lúa: mở cửa cho sinh viên và người dân thành thị. Trong thời gian trái vụ nông nghiệp, nó được sử dụng làm sân trượt băng.[cần giải thích]
- Hai bể bơi: một nằm gần cầu Yeongdong 3, và một nằm giữa cầu Yeongdong 4 và 5, gần ga Dogok.
- Cơ sở lọc nước: nằm giữa cầu Yeongdong 2 và 3. Cơ sở này sử dụng quá trình oxy hóa tiếp xúc với sỏi để duy trì BOD 1~3 ppm. Nó có thể lọc 32,000 m3 nước mỗi ngày.

## Hình ảnh

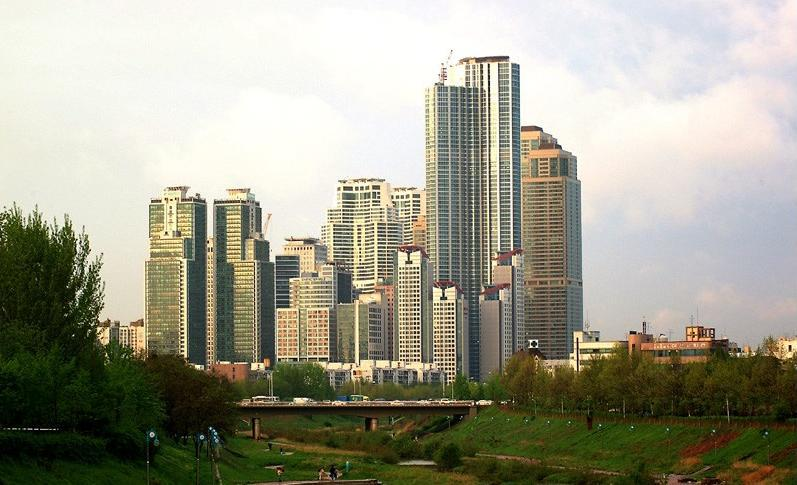
Các tòa nhà cao tầng xung quanh Yangjaecheon
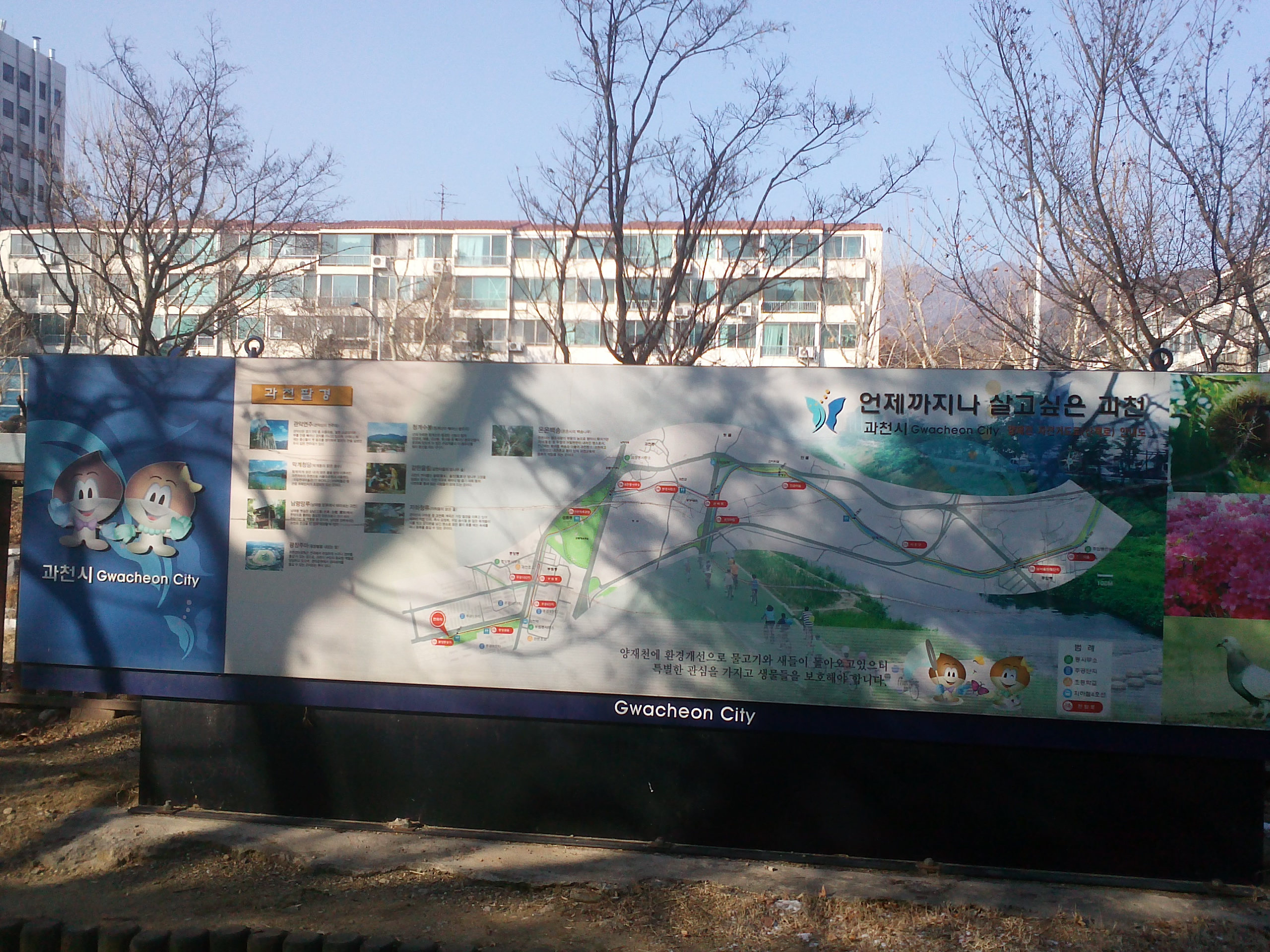
Biển báo đường xe đạp Yangjaecheon 0 km
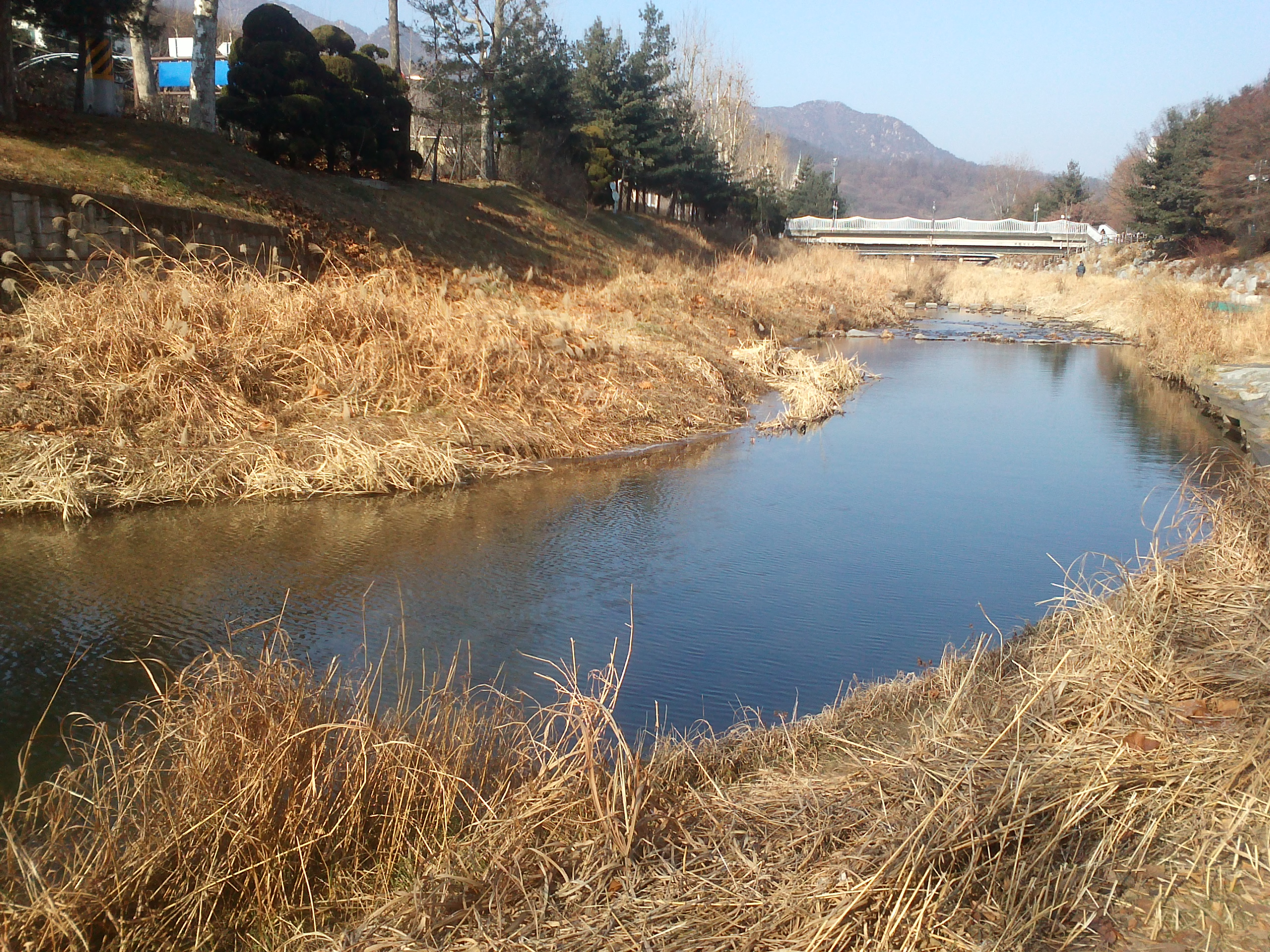
Yangjaecheon
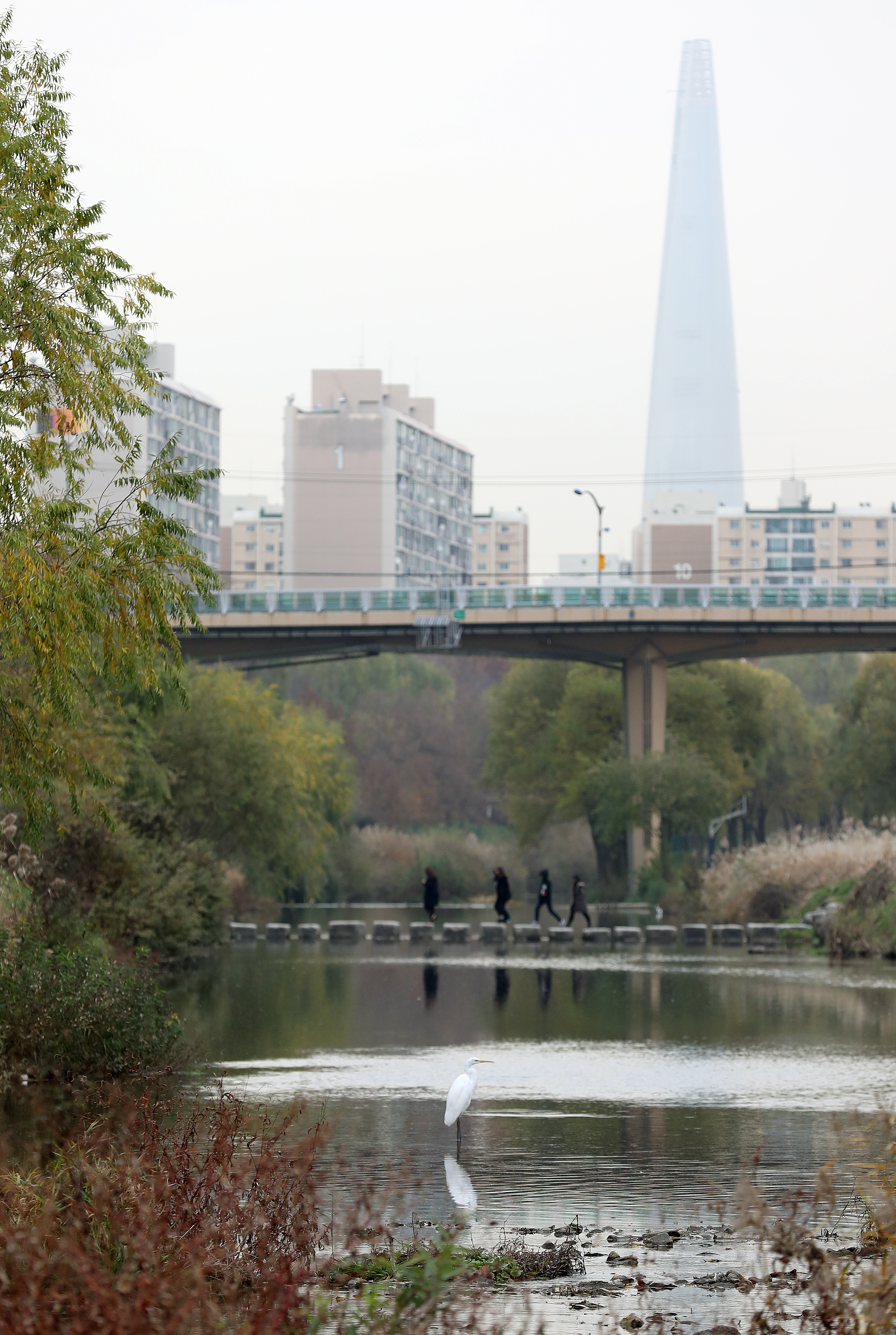
Quang cảnh suối Yangjaecheon